# Ahwar del sud de l'Iraq
L'Ahwar del sud de l'Iraq o Ahwar meridional és la designació donada per la UNESCO i inscrita en la llista com a Patrimoni de la Humanitat el 2016 sota el nom «Refugi de biodiversitat dels 'Ahwar' i paisatge arqueològic de les ciutats mesopotàmiques de l'Iraq meridional» per la seva importància cultural i natural, al lloc que comprèn tres àrees de vestigis arqueològics i quatre zones d'aiguamolls pantanosos, situades totes elles en el sud de l'Iraq.
El tel d'Èridu i les ruïnes de les ciutats d'Uruk i Ur formen part dels vestigis arqueològics d'assentaments sumeris a la Baixa Mesopotàmia, que varen sorgir entre el tercer i quart mil·lennis aC al delta pantanós format pels rius Eufrates i Tigris. Per la seva banda, les regions d'aiguamolls pantanosos ("Ahwar") d'aquesta regió del l'Iraq meridional són úniques en el seu gènere per la seva formació en un dels majors deltes interiors del món i per estar situades en un medi natural extremadament àrid i càlid.
La designació compren set llocs, tres zones arqueològiques i quatre aiguamolls de la regió de la Mesopotàmia:
- Ciutat arqueològica d'Uruk
- Ciutat arqueològica d'Ur
- Zona arqueològica d'Èridu
- Aiguamolls de Hawizeh
- Zones humides de Qurna
- Aiguamolls de l'Hammar oriental
- Aiguamolls de l'Hammar occidental